# Забавников, Пётр Андреевич
Пётр Андреевич Забавников (21 июня (4 июля) 1915, д. Алексеевка, Кирсановский уезд, Тамбовская губерния, Российская империя — 1991) — советский партийный государственный деятель, председатель Тамбовского облисполкома (1966—1976).

## Биография
Родился в рабочей семье. В 1939 г. окончил Казанский химико-технологический институт. Член ВКП(б) с 1939 г.
- 1939—1947 гг. — мастер, начальник смены, мастерской, отдела труда и качества завода (Казань),
- 1947—1951 гг. — парторг ЦК ВКП(б) на заводе,
- 1951—1954 гг. — в аппарате ЦК КПСС, направлен в Тамбов,
- 1954—1957 гг. — заведующий промышленно-транспортным отделом Тамбовского обкома КПСС,
- 1957—1961 гг. — секретарь,
- 1961—1963 гг. — второй секретарь Тамбовского обкома КПСС,
- 1963—1964 гг. — первый секретарь Тамбовского промышленного обкома КПСС,
- 1964—1966 гг. — второй секретарь Тамбовского обкома КПСС,
- 1966—1976 гг. — председатель исполкома Тамбовского областного Совета.

С 1976 г. на пенсии.
Избирался делегатом XXII-XXIV съездов КПСС, депутатом Верховного Совета РСФСР 6-9-го созывов.

## Награды и звания
Награждён орденами Красной Звезды, Октябрьской Революции, тремя — Трудового Красного Знамени, медалями.